# Czyściec błotny
Czyściec błotny (Stachys palustris L.) – gatunek rośliny należący do rodziny jasnotowatych (Lamiaceae). Występuje niemal w całej Europie i na obszarach Azji o klimacie umiarkowanym. W Azji Wschodniej i w Ameryce Północnej występują blisko spokrewnione gatunki włączane czasem w randze podgatunków do Stachys palustris sensu lato. Czyściec błotny rośnie na siedliskach podmokłych w różnych zbiorowiskach roślinnych oraz jako chwast wśród roślin okopowych. Dawniej gatunek ten wykorzystywany był jako roślina jadalna, paszowa i lecznicza.

## Rozmieszczenie geograficzne
Gatunek w wąskim ujęciu systematycznym Stachys palustris sensu stricto występuje w strefie klimatu umiarkowanego w Europie i Azji. Jest pospolity niemal na całym kontynencie europejskim, brak go tylko na Islandii i w południowej części Półwyspu Apenińskiego, na rozproszonych stanowiskach spotykany jest na Półwyspie Iberyjskim i na północnych krańcach kontynentu. W Azji rośnie w części środkowej i północnej, sięgając do Syberii na wschodzie. Granica południowa biegnie przez Mongolię, chiński region Sinciang, północny Pakistan i Iran oraz przez rejon Kaukazu. Nieliczne stanowiska znajdują się także w Azji Mniejszej. Jako roślina zawleczona i inwazyjna występuje we wschodniej Kanadzie i w północno-wschodnich Stanach Zjednoczonych. 
W Polsce jest to gatunek pospolity niemal na całym obszarze, tylko w górach występuje rzadziej, sporadycznie przekraczając wysokość 1000 m n.p.m.
Niewiele wiadomo o zmianach w rozmieszczeniu i zasobach gatunku. Regulacja brzegów cieków oraz melioracje odwadniające zmniejszają areał jego siedlisk, z drugiej jednak strony rozprzestrzenia się wzdłuż rowów i kanałów. 

## Morfologia

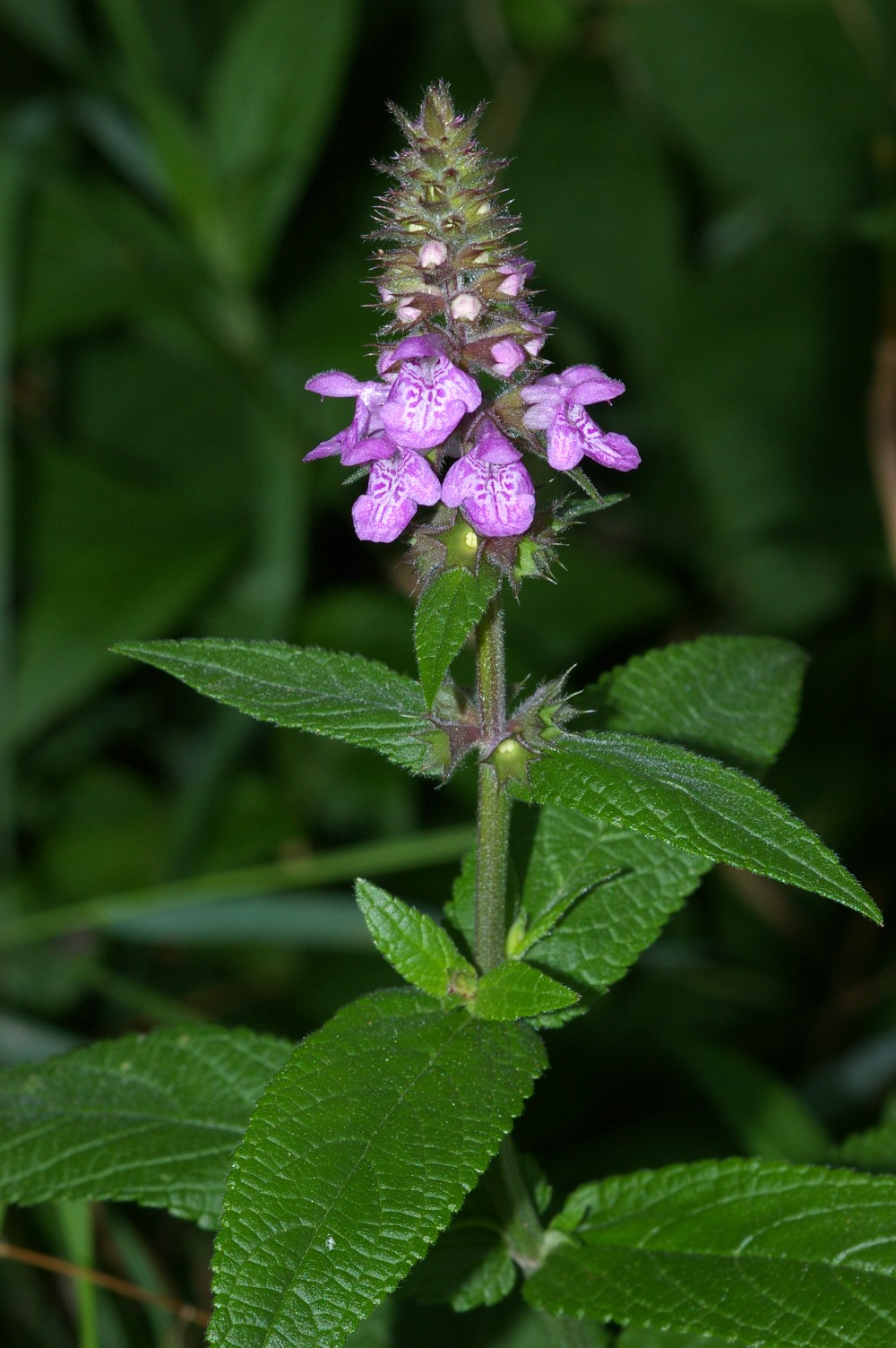
Kwiatostan

Pokrój i organy podziemneBylina niezdrewniała o długim, podziemnym kłączu zawierającym po dwa oczka (pąki) śpiące w każdym węźle i rozłogach rozrastających się tuż pod powierzchnią gruntu. Na końcach rozłogów jesienią tworzą się mięsiste i segmentowane bulwy pędowe osiągające kilka cm długości i do 0,5–1,5 cm średnicy.
ŁodygaProsto wzniesiona lub w dolnej części nieco pokładająca się, o wysokości od 30 do 120 cm, krótko rozgałęziona w górnej części, zwykle silnie rozgałęziona od dołu. Czterograniasta, jasnozielona, często od dołu purpurowo nabiegła. Pokryta mniej lub bardziej gęsto (zwłaszcza na krawędziach) sztywnymi włoskami skierowanymi do dołu, poza tym z krótkimi włoskami przylegającymi. Zwykle gruczołów brak lub występują zwłaszcza w górnej części łodygi.
LiścieNakrzyżległe, dolne krótkoogonkowe (ogonek 2–3 mm długości), średnie i górne siedzące, czasem słabo obejmujące łodygę. Mają blaszkę liściową z obu stron przylegająco owłosioną, gęściej od dołu. Kształt jej jest wąskolancetowaty, o długości od 3 do 12 cm i szerokości od 0,7 do 3,5 cm. Wierzchołek liścia jest zaostrzony, nasada sercowata, a brzeg drobno piłkowany.
KwiatyZebrane po 4 do 10 (zwykle po 6) w nibyokółkach na szczycie łodygi, przy czym dolne okółki są odległe, a górne ścieśnione, tworząc kwiatostan kłosokształtny. Okółki wyrastają w kątach zielonych, lancetowatych podsadek, malejących i całobrzegich u góry, a w dolnej części kwiatostanu przypominających liście. Przy kwiatach znajdują się drobne (do 1 mm długości), szybko opadające przysadki. Kwiaty niemal siedzące (szypułka ma 1 mm długości). Kielich owłosiony, rurkowaty, z 10 żyłkami przewodzącymi, długości 6–10 mm, z ząbkami trójkątnie lancetowatymi, na końcach ościstymi, równej długości (ok. 3 mm). Podczas owocowania kielich rozszerza się dzwonkowato. Korona dwuwargowa długości 12–15 mm. Rurka długości ok. 7 mm kremowa, wewnątrz z pierścieniem włosków. Wargi liliowopurpurowe, jaśniej żyłkowane. Dolna warga jest ciemniejsza, ma wymiary 6 × 6 mm i podzielona jest na trzy łatki (środkowa nerkowata, boczne owalne). Górna warga nieco wysklepiona, mniejsza o wymiarach 3 × 2 mm. Pręciki 4, dwa zewnętrzne dłuższe, wewnętrzne krótsze. Główki pręcików ciemnopurpurowe, z pylnikami rozchylonymi pod kątem 180°. Słupek pojedynczy, na szczycie rozwidlony.
OwoceRozłupnia rozpadająca się na 4 jednonasienne rozłupki. Mają one kształt odwrotnie jajowaty i są tępo trójkanciaste. Na węższym końcu mają skośną, szorstką, niemal czworoboczną bliznę. Po stronie grzbietowej są wypukłe, od brzusznej – nieco spłaszczone z krawędzią podłużną pośrodku. Powierzchnia rozłupki jest niemal gładka i lekko błyszcząca, ciemnej barwy szarobrunatnej. Długość owocu wynosi 2,0–2,3 mm, szerokość 1,3–1,5 mm, grubość 1,1–1,3 mm. Masa 1000 rozłupek wynosi 1,5–2,0 g.

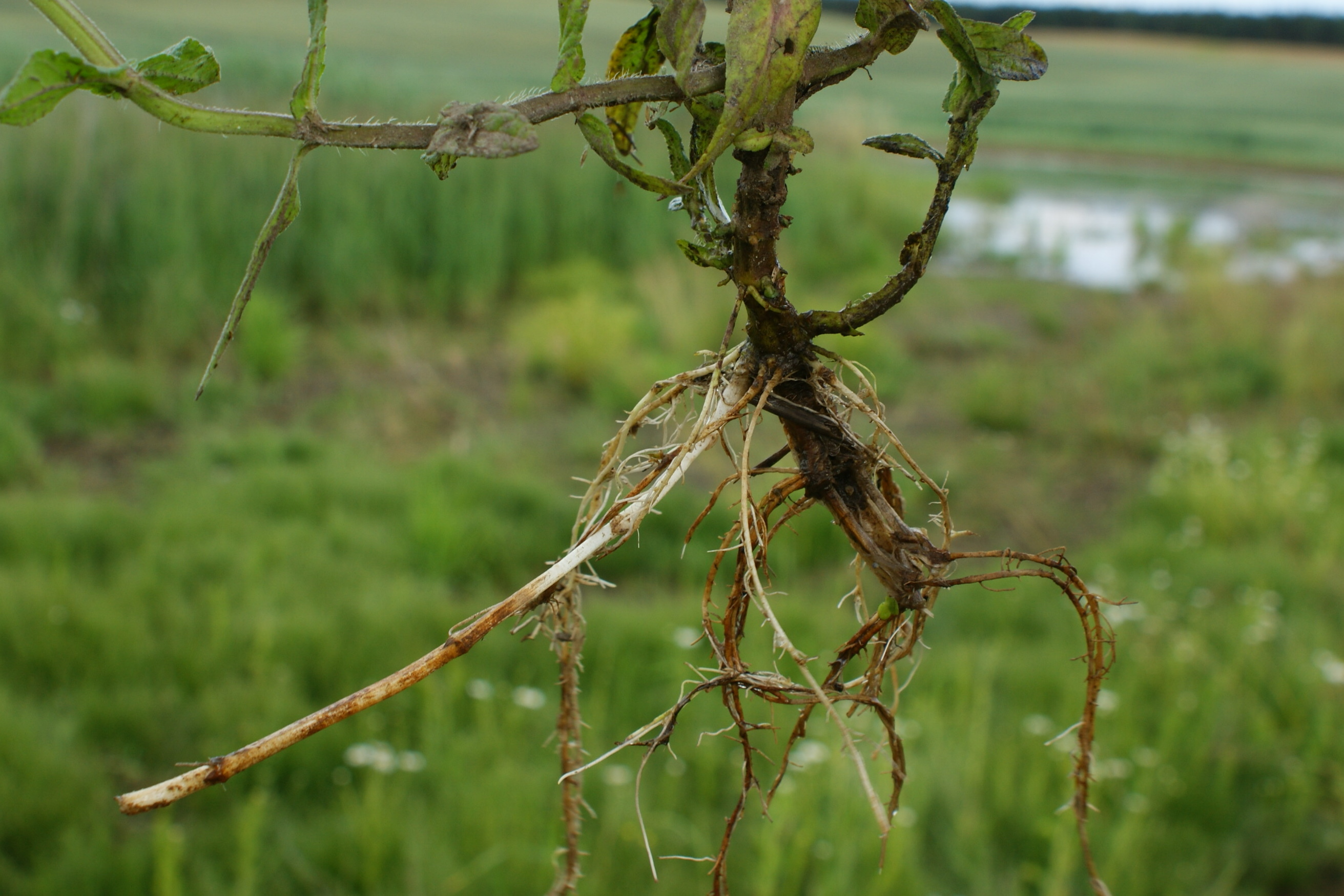
Fragment kłącza, rozłóg, korzenie
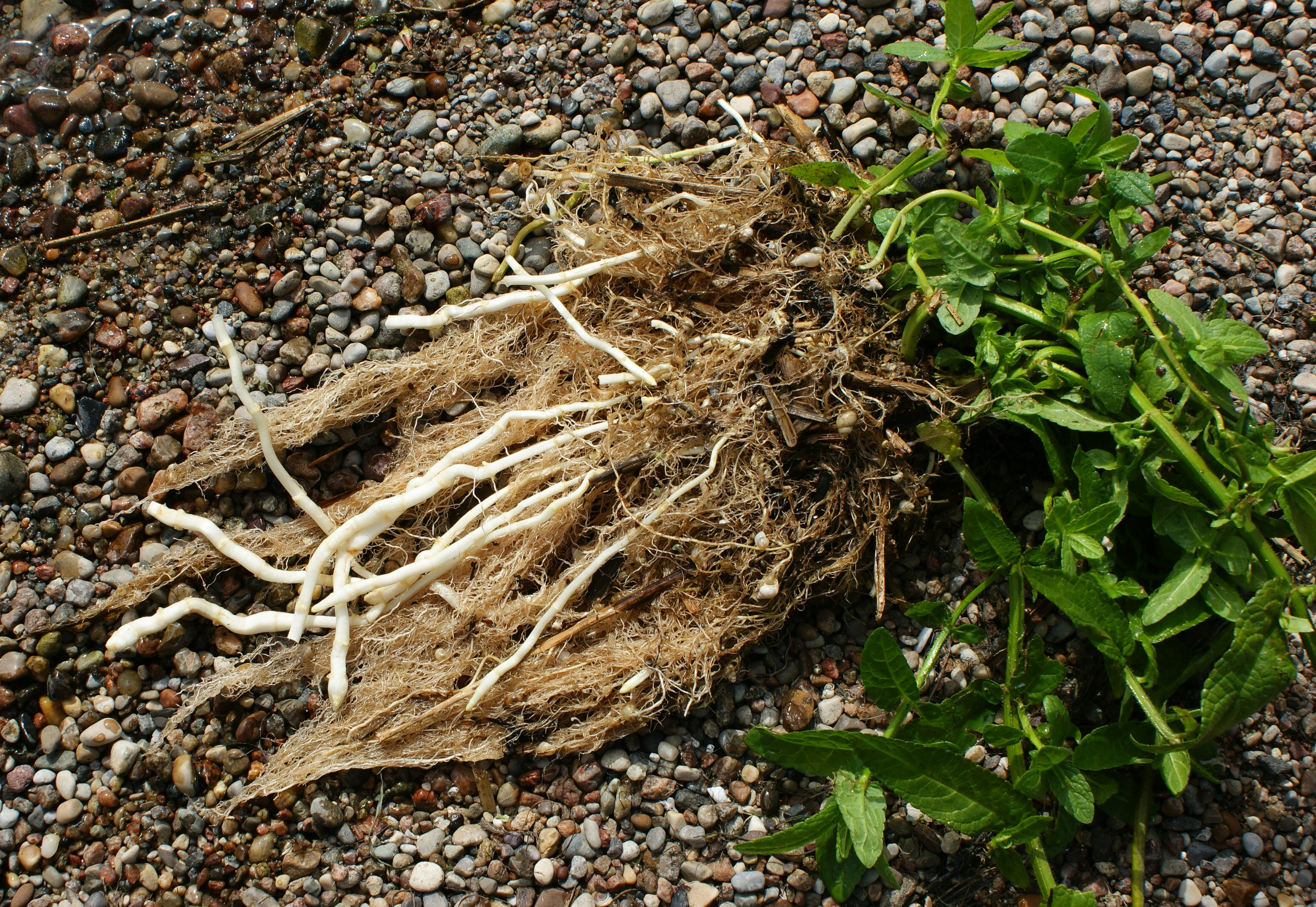
Korzenie i bulwy pędowe
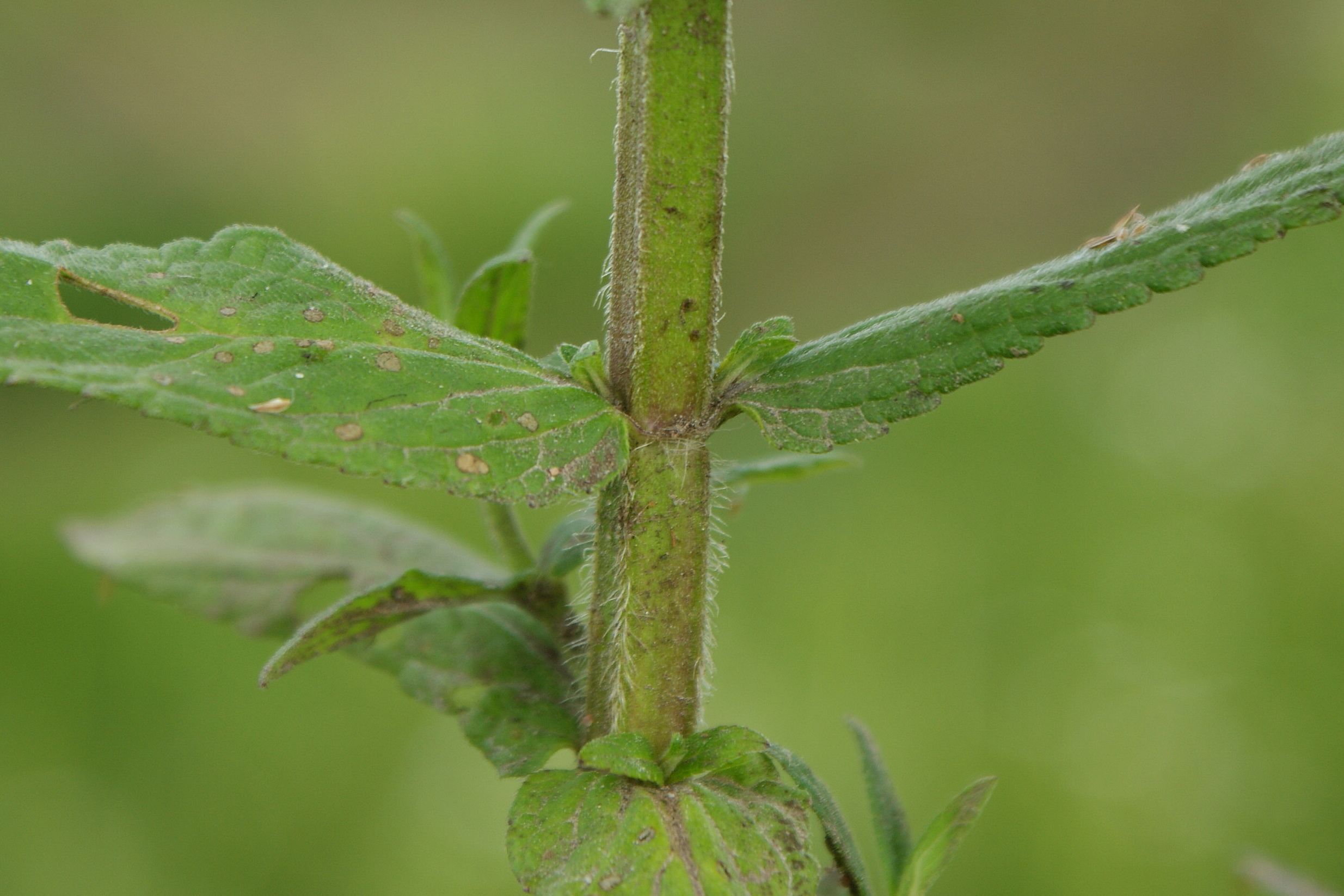
Łodyga i nasada liści
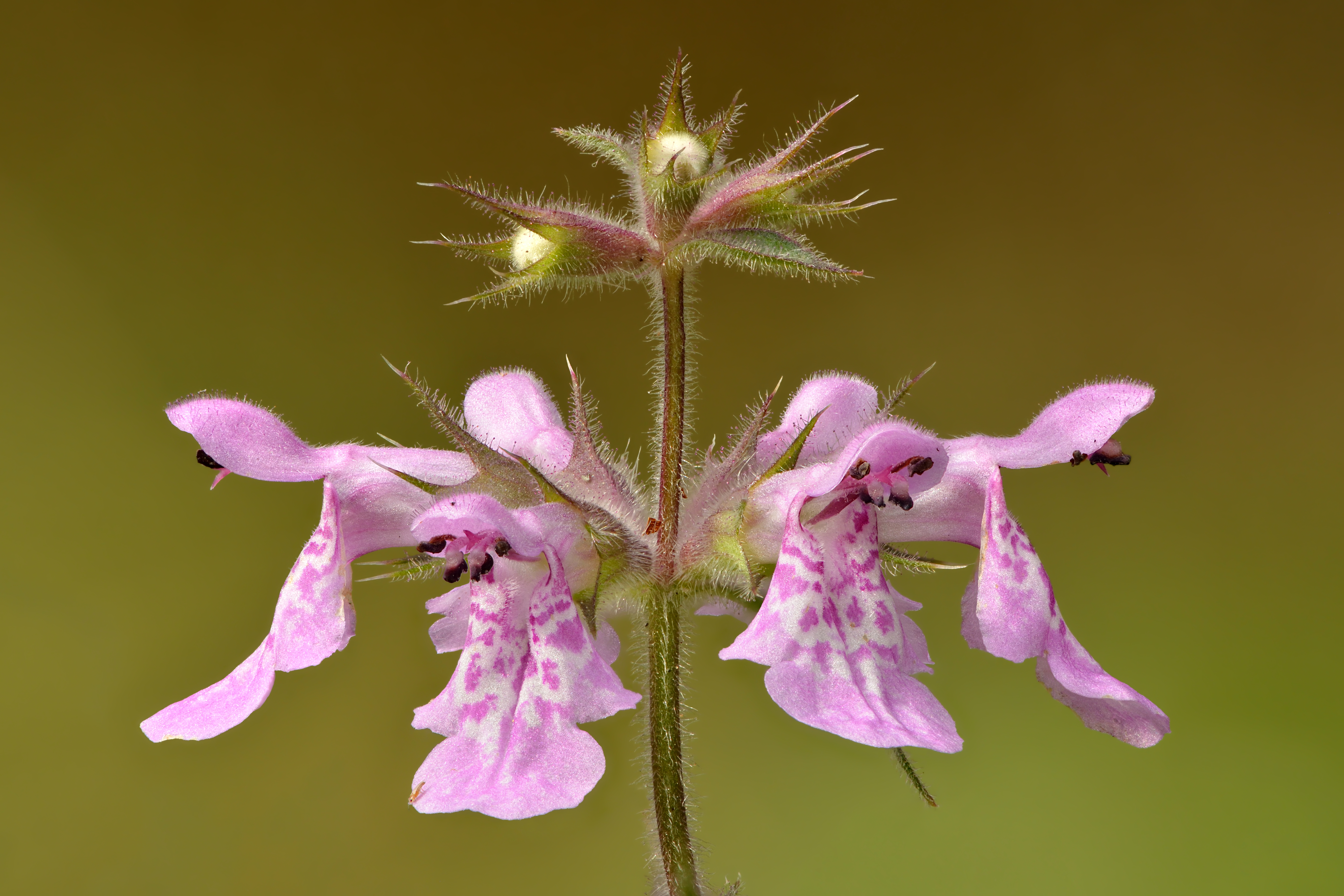
Kwiaty
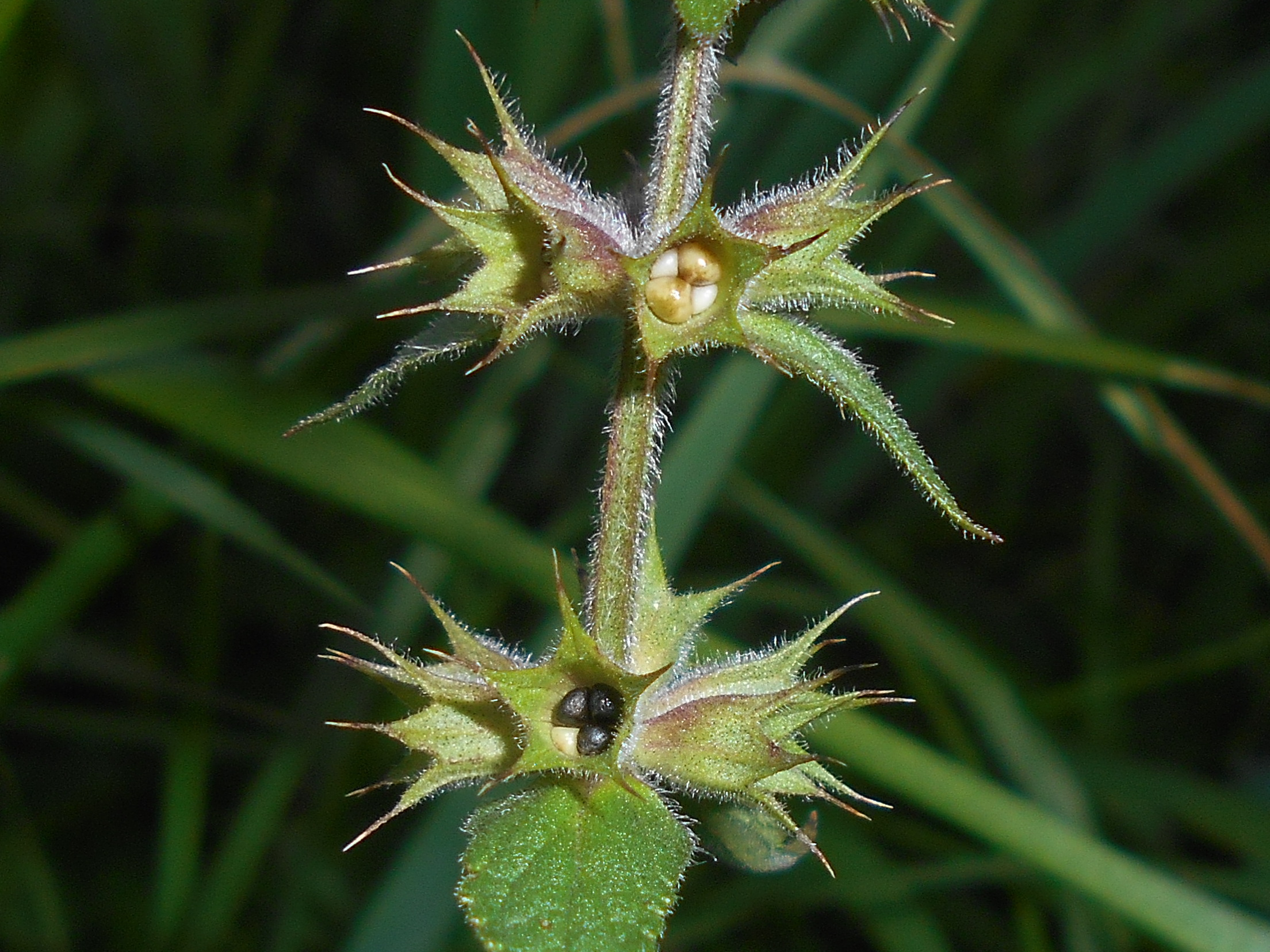
Owoce

## Zmienność

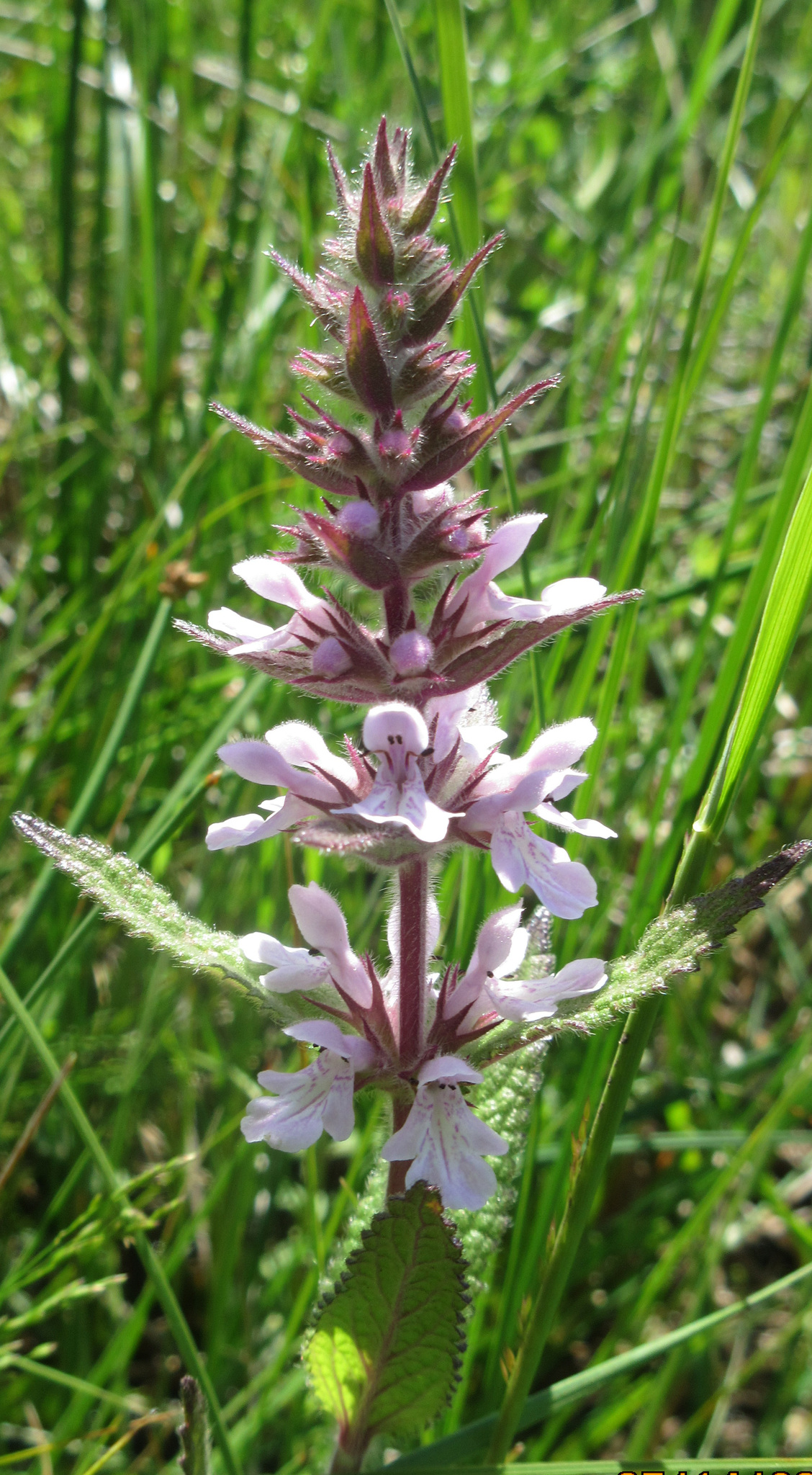
Stachys pilosa ≡ S. palustris subsp. pilosa

Gatunek polimorficzny, zwłaszcza ze względu na wielkość, kształt i owłosienie liści. Na wiele cech budowy mają wpływ czynniki siedliskowe. Długość i ilość rozłogów zależy od wilgotności (im bardziej sucho, tym jest ich mniej i są krótsze). W bardziej suchych miejscach zmienność kształtu liści jest z kolei wyraźnie większa. Rzadko zdarzają się też formy z kwiatami białymi. 
Przy szerokim ujęciu systematycznym tego gatunku (np. u Hultena 1986) wyróżniane są trzy podgatunki:
- ssp. palustris – podgatunek nominatywny, jedyny występujący w Europie.
- ssp. pilosa (Nutt.) Epling – na rozległym obszarze Ameryki Północnej z wyjątkiem jej północnych i południowych krańców, poza tym w Azji wschodniej na rozproszonych obszarach (Kamczatka, Sachalin, wschodnia Syberia)[5].
- ssp. homotricha (Rydb.) Hulten – występuje we północno-wschodniej części Stanów Zjednoczonych[5].

W innych klasyfikacjach (np. The Plant List) dwa ostatnie podgatunki wyodrębniane są jako gatunek Stachys pilosa, różniący się od taksonu euroazjatyckiego kosmato owłosioną łodygą. Do gatunku Stachys palustris w szerokim ujęciu zaliczane bywają gatunki Stachys riederi (syn. Stachys japonica) (Japonia, Półwysep Koreański) i Stachys chinensis (wschodnie i południowo-wschodnie Chiny). Oba taksony wyróżniają się nagą lub niemal nagą łodygą, mniej lub wcale owłosionymi liśćmi, w przypadku S. riederi też dłuższym ogonkiem liściowym (osiągającym od 3 do 17 mm).
W obrębie podgatunku typowego wyróżniono odmianę segetum (Hagen) Mutel, silnie owłosioną (zwłaszcza liście od spodu) i posiadającą krótki kwiatostan. Odmiana ta ma zwykle tylko do 30 cm wysokości, rzadko do 50 cm i liście wąskolancetowate, drobno piłkowane. Rośnie głównie na polach.
MieszaniecMimo istnienia bariery ekologicznej między czyśccem błotnym i leśnym (S. sylvatica) czasem rosną one na tyle blisko siebie, że możliwe jest tworzenie się mieszańca S. palustris × S. sylvatica (= S. × ambigua). Hybryda ma cechy pośrednie w stosunku do taksonów rodzicielskich (liście przypominają jednak bardziej te czyścca błotnego). Cechą charakterystyczną jest częsta u mieszańca żywoczerwona barwa kwiatów, nieco dłuższy niż u S. palustris ogonek liściowy i zwykle brak owoców (jeśli są, to nie dojrzewają). Mimo że jest sterylny, to może utrzymywać się na stanowiskach dzięki rozmnażaniu wegetatywnemu (za pomocą kłączy i rozłogów wytwarzanych w wielkich ilościach). Bywa, że spotykany jest samodzielnie, czego przyczyną jest m.in. działalność ludzka skutkująca fragmentacją kłączy i rozłogów, dzięki czemu mieszaniec może skutecznie się rozprzestrzeniać.

## Historia
Owoce czyścca błotnego znajdowane są w osadach plejstoceńskich m.in. na Wyspach Brytyjskich, w Polsce (Ciechanki Krzesimowskie) i w wielu miejscach w Europie wschodniej. Jego młodsze stanowiska od mezolitu począwszy mają kontekst archeologiczny – wiadomo, że gatunek od tego czasu towarzyszył już uprawom. Prawdopodobnie służył też jako roślina jadalna.

## Ekologia

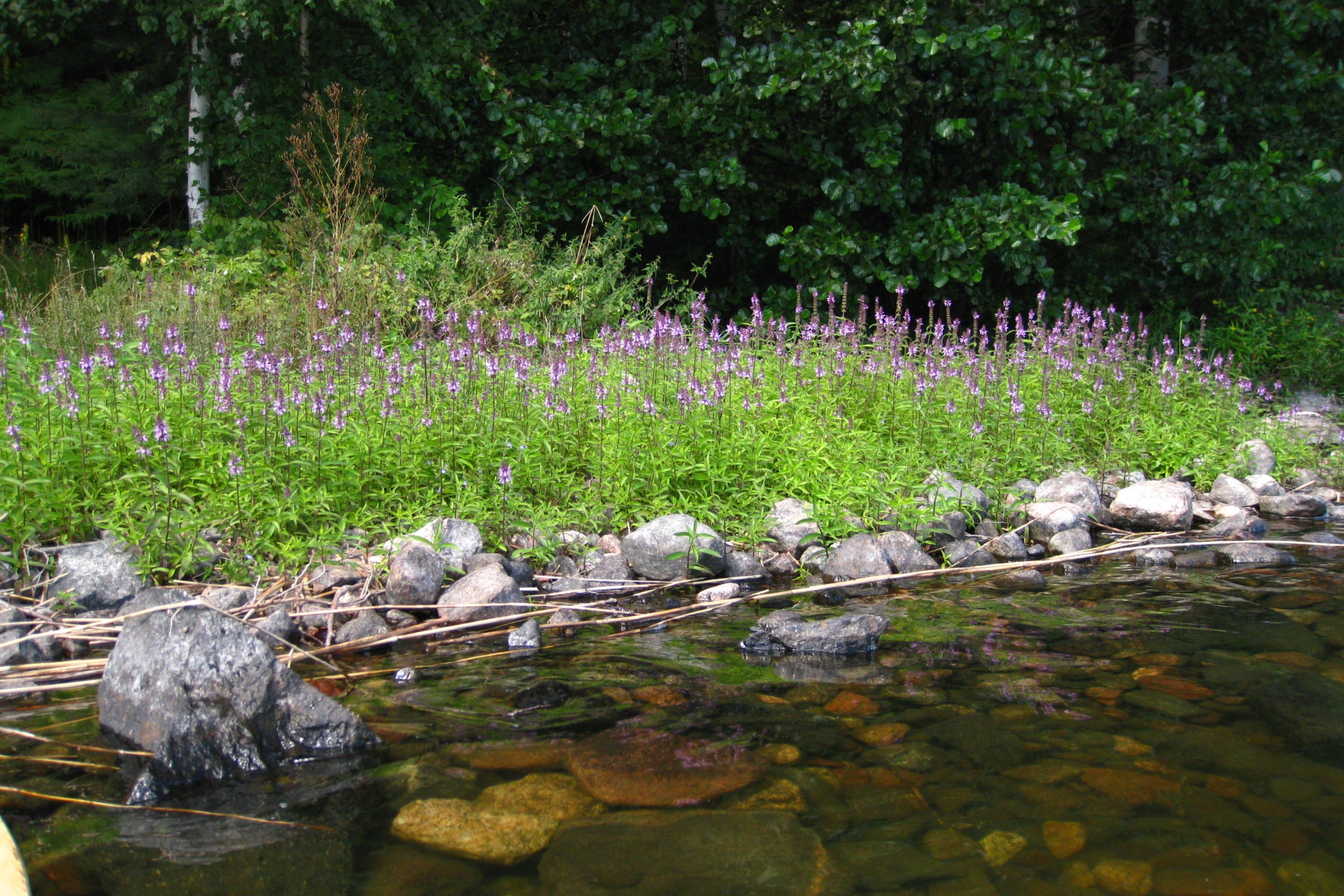
Zbiorowisko czyśćca błotnego na brzegu rzeki

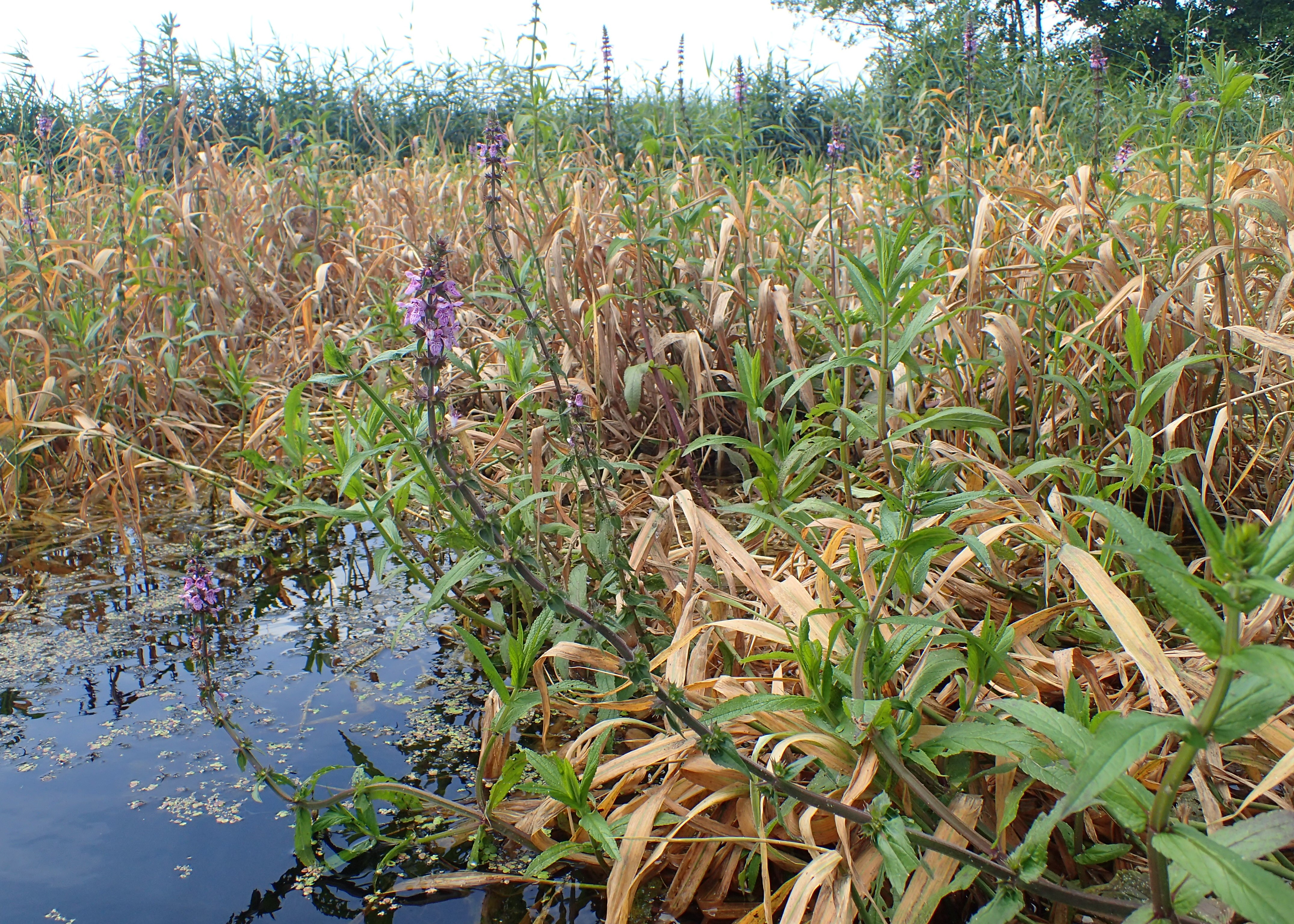
Czyściec błotny w szuwarze

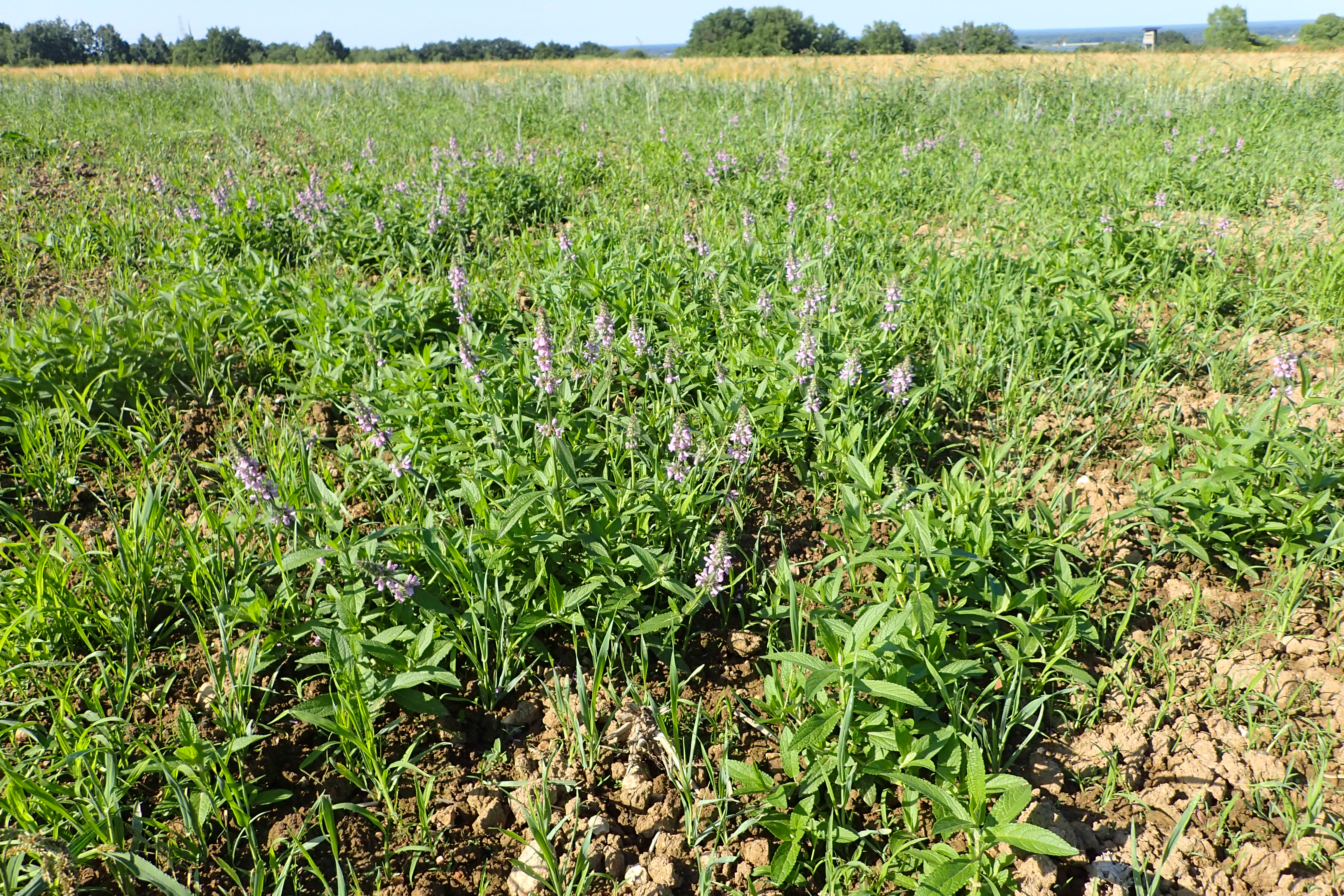
Czyściec błotny jako chwast w uprawach polowych

### Siedlisko
Gatunek preferuje siedliska mokre i wilgotne, o odczynie obojętnym, bardzo żyzne. Najlepiej rośnie w miejscach dobrze nasłonecznionych, ale spotykany jest także w półcieniu. Występuje wzdłuż rowów, rzek i na brzegach stawów, w wilgotnych zaroślach i lasach, na pastwiskach i przydrożach. Poza tym rośnie jako chwast w uprawach roślin okopowych, zwłaszcza na glebach ciężkich, zakwaszonych i mokrych. Unika gleb wapiennych.

### Fitosocjologia
W syntaksonomii zbiorowisk roślinnych w Europie Środkowej uznawany za gatunek charakterystyczny dla All. Filipendulion. Rośnie często w lądowych szuwarach trzcinowych, w ziołoroślach i zbiorowiskach welonowych ze związku All. Convolvulion, w olszynach i łozowiskach oraz w łęgach wierzbowych (Salicion albae), zwłaszcza na obrzeżach fitocenoz. Ze względu na przywiązanie do przejściowych warunków lądowo-wodnych i występowanie na brzegach jednorodnych płatów roślinności bywa niedostatecznie reprezentowany w opisach zbiorowisk roślinnych. Odmiana S. palustris var. segetum związana jest w wilgotnymi siedliskami zbiorowisk chwastów okopowych ze związku Polygono-Chenopodion.

### Powiązania międzygatunkowe
Gatunek ustępuje na siedliskach opanowywanych przez inwazyjny niecierpek gruczołowaty. Kwiaty niecierpka skuteczniej wabią owady zapylające i w efekcie na wspólnych stanowiskach znacznie spada liczba owadów odwiedzających kwiaty czyścca. Do kwiatów czyścca przylatują błonkoskrzydłe (głównie z rodzaju Anthidium, Anthophora i Bombus), poza tym chrząszcze (zwłaszcza Meligethes sp.) oraz muchówki. Wabione są przez kwiaty obficie wydzielające nektar obfitujący w węglowodany (pojedyncza roślina wydziela ich 1,384 mg na dobę).
Kłącza roślin rosnących na polach ziemniaczanych są silnie atakowane przez nicienia niszczyka ziemniaczaka (Ditylenchus destructor).
Na pędach nadziemnych żerują larwy i postaci dorosłe chrząszczy z gatunków: Longitarsus reichei, tarczyk zielony Cassida viridis, Ceutorhynchus urticae i C. viduatus, Thamiocolus viduatus i Meligethes ochropus, larwy muchówek (Ophiomyia labiatarum i Wachtliella stachydis) oraz motyli (Phlyctaenia stachydalis, Endothenia ericetana, E. pullana, E. quadrimaculana), pluskwiaki (Eupteryx cyclops, Aulocorthum solani i mszyca porzeczkowo-czyściecowa Cryptomyzus ribis).
Na żywych liściach rozwijają się grzyby z klasy Dothideomycetes z gatunku Ramularia stachydis powodujące owalne lub kanciaste, jasnobrązowe plamki. Porażenie Septoria stachydis z tej samej klasy widoczne jest w postaci plamek ciemnobrązowych. Neoerysiphe galeopsidis z klasy patyczników objawia się mączystym nalotem na liściach. Reprezentujący wroślikowce grzyb z gatunku Peronospora lamii wywołuje puszysty, szarobrązowy lub szaroliliowy nalot na żółknących liściach. Na martwych pędach stwierdzono kolejne gatunki grzybów z rzędu tocznikowców (Helotiales) i Diaporthales.

## Biologia

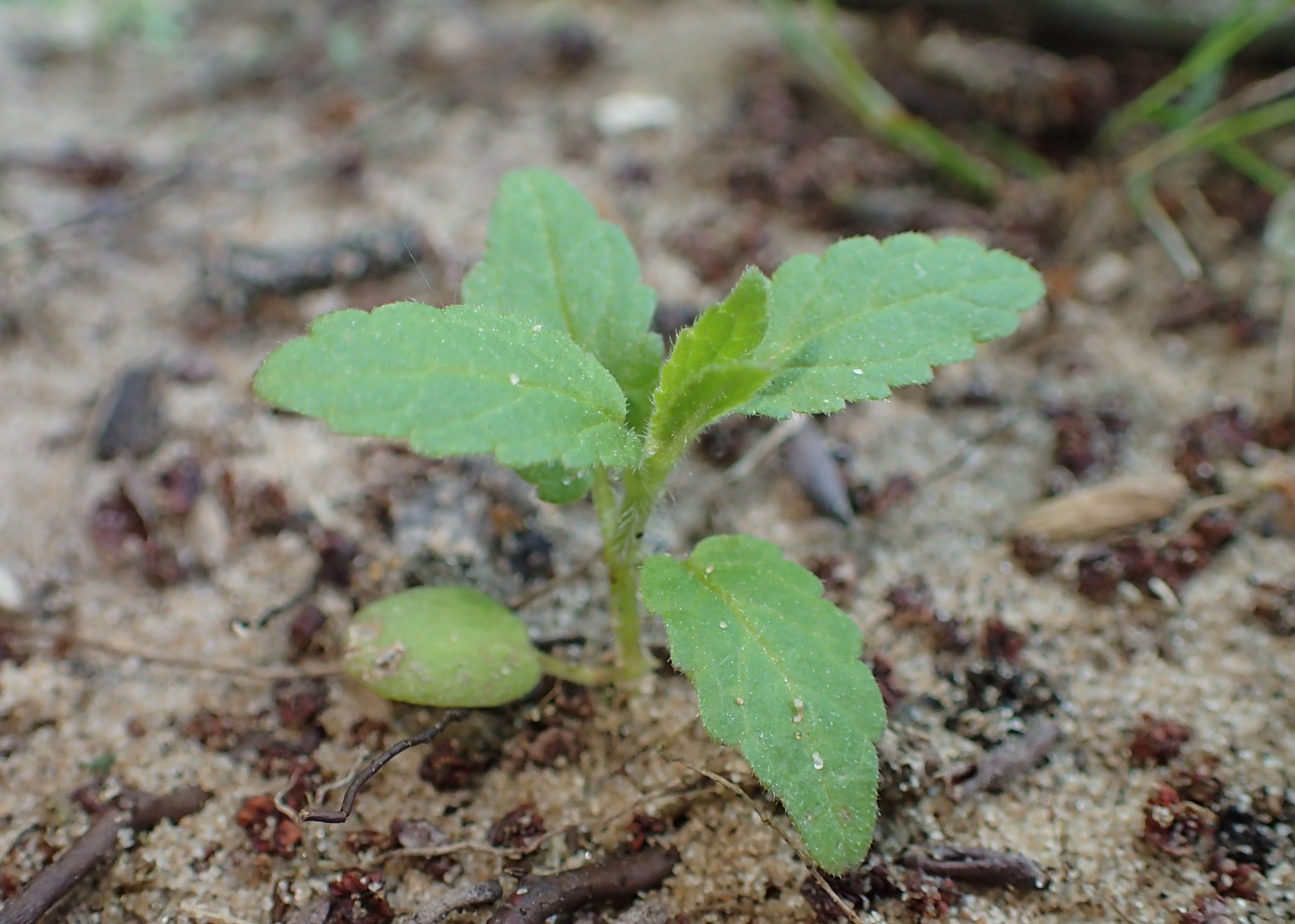
Siewka

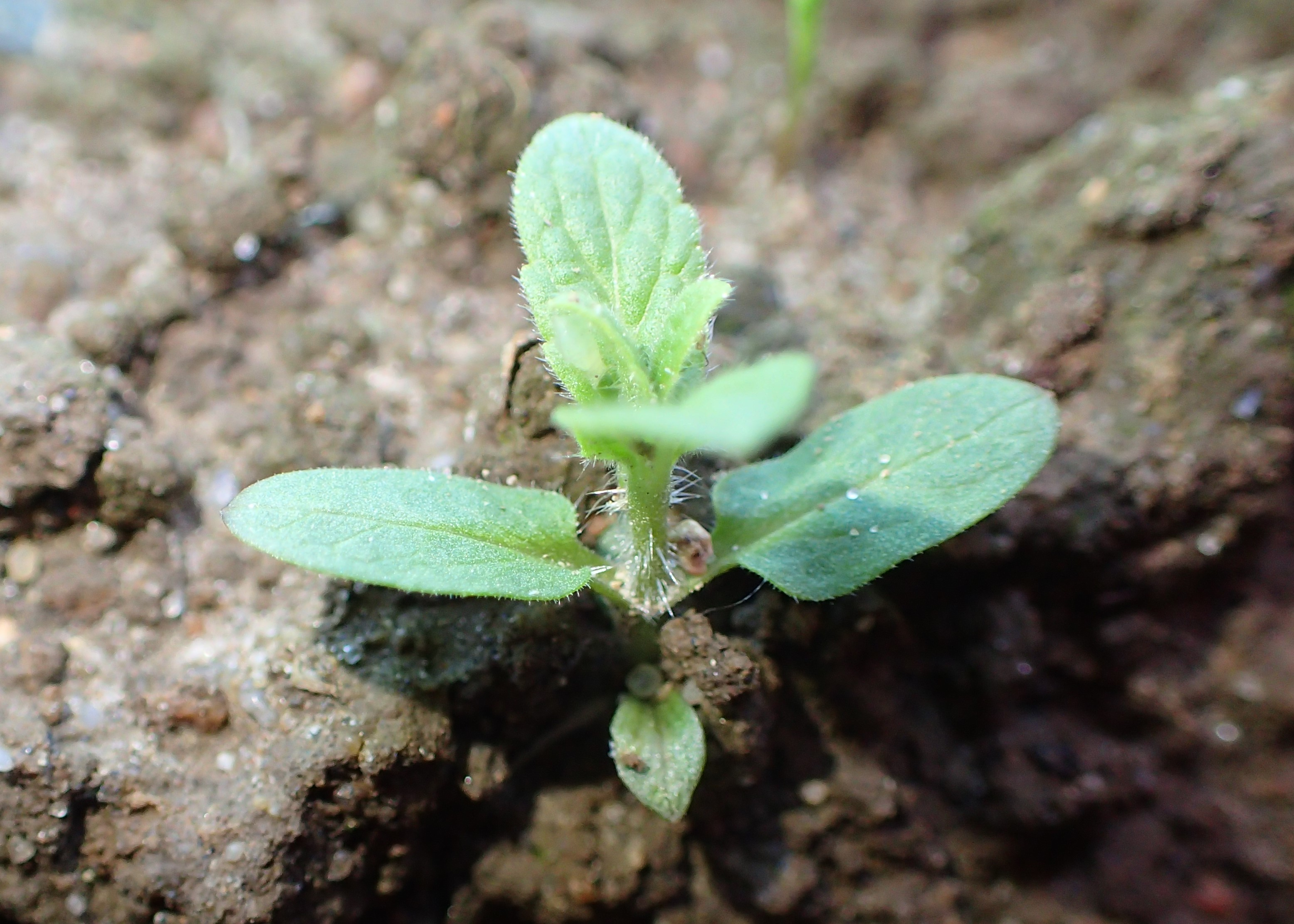
Młody pęd wyrastający z bulwy podziemnej

Gatunek jest poliploidem (z ośmiokrotnie zwielokrotnioną liczbą chromosomów (8x)) z aktualną liczbą wynoszącą 2n=102 (z obserwowanymi zmianami tej liczby w zakresie od 97 do 103). Niektóre źródła podają 2n=64 lub 2n wynoszące 64 i 102. Skład biochemiczny roślin jest słabo poznany. W olejku lotnym uzyskanym z tego gatunku zidentyfikowano 92 składniki, wśród których największą grupę stanowią związki z grupą karbonylową. 

### Rozwój

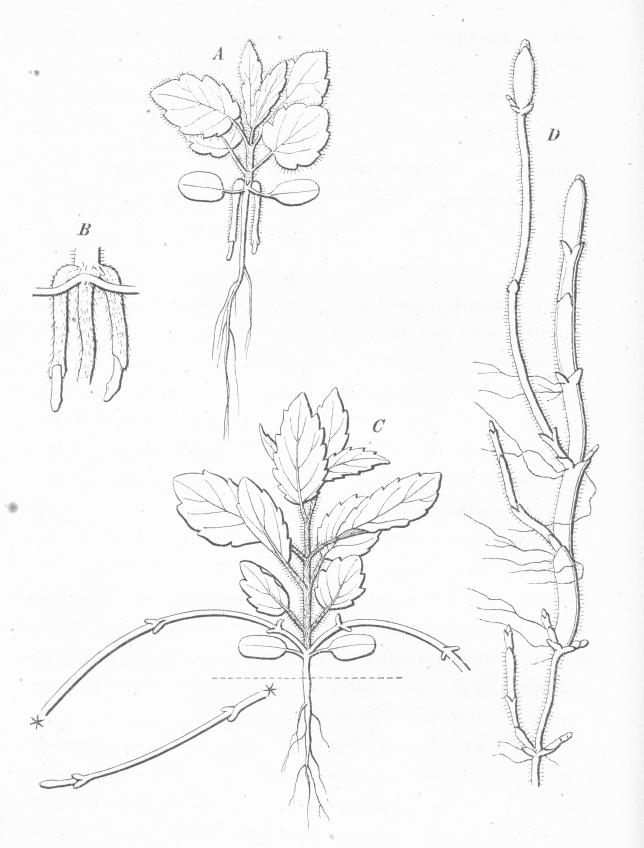
A – siewka w maju i później, C – młoda roślina, D – jednoroczne kłącze z rozłogiem z tworzącą się bulwą na końcu

Gatunek jest geofitem odnawiającym się po okresie zimowym z kłączy i bulw pędowych tworzonych jesienią na końcach kłączy. Pędy nadziemne pojawiają się na powierzchni w końcu marca i rośliny osiągają największy wzrost w czerwcu. Kwitnienie trwa od lipca do września. Roślina jest owadopylna i samopylna. W przypadku, gdy dochodzi do zapylenia krzyżowego, dojrzewa ok. 90% owoców, przy samozapyleniu dojrzewa ich 44%. Na jednej roślinie rozwija się do 700 owoców. Nasiona rozsiewane są od lipca do października. Rozprzestrzeniane są głównie za pośrednictwem wody, na powierzchni której nasiona długo się utrzymują (połowa nasion zachowywała pływalność po 134 dniach w wodzie stojącej i 83 dniach w wodzie płynącej). Nasiona dojrzewają i kiełkują wiosną następnego roku, nawet jeśli znajdą się 6 cm pod powierzchnią gruntu. W glebie zachowują żywotność przez kilka lat. Kiełkowanie jest epigeiczne. Siewka pokryta jest wielokomórkowymi włoskami różnej długości. Liścienie są jajowate, długości 6–9 mm i osadzone są na ogonkach długości 7–12 mm. Pierwsza para naprzeciwległych liści właściwych ma szerokoeliptyczną blaszkę liściową. 
W listopadzie pędy nadziemne zamierają, a wcześniej przyrastają na grubość bulwki podziemne.

## Nazewnictwo
Rodzajowa nazwa naukowa pochodzi od greckiego słowa stáchys oznaczającego kłos i użyta została w odniesieniu do rodzaju ze względu na podobieństwo jego kwiatostanu do kłosa właśnie. Nazwa gatunkowa pochodzi od łacińskiego słowa palus oznaczającego bagno i oznacza "bagienny, rosnący na bagnie". Zwyczajowa nazwa angielska (the marsh woundwort) i walijska pochodzi od leczniczych zastosowań ziela (="leczący rany"), przy czym o docenieniu w tradycji ludowej świadczy też stosowana nazwa all-heal (="wszystko leczący"). Polska nazwa "czyściec błotny" stosowana jest od dawna, użyta została m.in. w publikacji Krzysztofa Kluka z 1811.

## Zastosowanie
Roślina jadalnaBulwy tego gatunku są jadalne i opisywane jako pożywne, o smaku przyjemnym, orzechowym. Zbierano je dawniej jesienią i zwłaszcza na przedwiośniu oraz spożywano na surowo, gotowano je także i suszono. Najczęściej stosowane były w postaci sproszkowanej po wysuszeniu jako dodatek do zup i przy wypieku chleba. Spożywane były w Polsce południowej, południowo-wschodniej i na Ukrainie do przełomu XIX i XX wieku, później sporadycznie. O tym, że bulwy te są jadalne, pisano też w źródłach z XVIII i XIX wieku w Szwecji i na Wyspach Brytyjskich. Poza bulwami jadalne są także młode pędy. Mogą być one spożywane podobnie do szparagów, mają jednak nieprzyjemny zapach.
Roślina leczniczaW zielarstwie czyściec ten dawniej stosowany był przede wszystkim do leczenia ran (stąd nazwa w języku angielskim marsh woundwort). Z czasem zakres stosowania się zwiększał i ziele zbierane i suszone na początku kwitnienia używane było jako lek przeciwskurczowy i antyseptyk. Ziele było także tradycyjnym lekiem stosowanym przy leczeniu dny moczanowej i bolących stawów.
Roślina ozdobnaGatunek bywa polecany do uprawy, zwłaszcza przy oczkach wodnych. Jest ceniony ze względu na długie kwitnienie, kwiaty wydzielające nektar, przywabiające motyle i pszczoły oraz efektowne ulistnienie.
Inne zastosowaniaRoślina wykorzystywana była jako pasza dla świń. Jest dobrą rośliną miododajną cenioną zwłaszcza ze względu na długie kwitnienie, a więc po okresie głównego pożytku.

## Uprawa
WymaganiaCzyściec błotny najlepiej rośnie na glebie wilgotnej lub mokrej, ale cechuje się odpornością na okresowe przesuszenie. Problemem może być nadmierna ekspansywność, dlatego najbezpieczniej uprawiać go w szczelnych pojemnikach i obcinać kwiatostany po przekwitnieniu, by ograniczyć jego rozsiewanie.
RozmnażanieNasiona wysiewać należy wiosną do inspektu. Siewki rozsadza się do osobnych doniczek, po czym wysadza do gruntu na docelowe stanowisko latem. Można też roślinę rozmnażać wegetatywnie za pomocą rozłogów.

## Zwalczanie
Gatunek źle znosi częste zgryzanie i koszenie. Na polach, gdzie rośnie jako chwast, może być kontrolowany za pomocą herbicydów, przy czym dobre efekty daje stosowanie triflusulfuronu oraz środków zawierających 2,4-D. O ile jednak rozwój pędów nadziemnych jest powstrzymywany, o tyle z pędów podziemnych roślina łatwo odbija. W celu zniszczenia organów podziemnych konieczna jest orka głęboka, podczas której przecięte kłącza zrzucone na dno bruzdy giną przy ograniczonym dostępie do tlenu. Wiosną siewki skutecznie niszczyć można zabiegami agrotechnicznymi lub za pomocą herbicydów stosowanych w uprawach ziemniaków, zanim te zaczną kiełkować. Skuteczne jest też skrupulatne wybieranie organów podziemnych z ziemi. Ekspansji tego gatunku w uprawach zapobiega melioracja gruntów rolnych.